# Wampir (powieść)
Wampir – modernistyczna powieść grozy Władysława Reymonta z 1911 roku.

## Tytuł
Utwór powstawał etapami, w ciągu kilku lat. Na łamach Kuriera Warszawskiego w 1904 roku, w numerach od 2 do 76, ukazywała się powieść We mgłach, której tytuł odnosił się do przestrzeni miasta, ponieważ Reymont przywiązywał wiele uwagi do klimatu Londynu - molocha, w którym rozgrywa się akcja. Później autor dopisał dodatkowe rozdziały, które razem stworzyły dzieło Wampir, wydane w 1911 roku. 

## Geneza i okoliczności powstania
W dziewiętnastowiecznym Wrocławiu prężnie działało środowisko spirytystów, a młody Reymont jako „medium” wywoływał z nimi duchy. To właśnie tu miejscowy wróżbita przepowiedział pisarzowi duże pieniądze oraz Nagrodę Nobla. Biografowie pisarza uważają, że wrocławskie doświadczenia oraz zainteresowania spirytyzmem i okultyzmem stały się jedną z inspiracji dla Reymonta do napisania powieści grozy Wampir.
Wraz ze znanym lekarzem-homeopatą Józefem Drzewieckim, propagatorem hipnotyzmu, w lipcu 1894 roku, przyszły noblista odbył podróż do Londynu na Zjazd Towarzystwa Teozoficznego. Podczas posiedzenia teozofów Reymont miał możliwość obserwacji dokonań kontynuatorów idei słynnej Heleny Pietrownej Bławatskiej, założycielki Towarzystwa Teozoficznego, autorki Izis odsłoniętej. Wydarzenia te stanowiły główne źródło refleksji i spostrzeżeń wykorzystanych później przy pisaniu powieści grozy, zatytułowanej Wampir.

## Miejsce akcji
Miejscem akcji uczynił Reymont Londyn, stolicę ówczesnego świata i kulturowy tygiel, do którego przybywali ludzie spragnieni sukcesu, pieniędzy czy szukający schronienia emigranci. Miasto jawi się jako miejsce pełne tajemnic, ulicznych kaznodziejów, lóż masońskich. Jest labiryntem, z którego krętych korytarzy trudno się wydostać. Panujący w mieście specyficzny klimat czyni to miejsce nieprzyjemnym, przerażającym. Londyn podczas mgły jest jak otchłań, w której łatwo może się zgubić nawet rdzenny mieszkaniec. 
„Przecież od listopada nie było ani na mgnienie słońca w Londynie, nic, tylko mgły, deszcze, błoto i fogi, a ja nie mam skóry z ,,waterproofów”, więc już chwilami czuję, iż się przemieniłam w galaretę, w mglistość, w strugi wody."

## Fabuła
Zenon to polski emigrant w Londynie, który na co dzień zajmuje się twórczością literacką. Pod wpływem brata narzeczonej Betsy dostaje się do grona spirytystów. Wśród nich jest piękna, tajemnicza Daisy, spacerująca z czarną panterą o imieniu Bagh. Uczestnicy seansów doświadczają emocjonujących halucynacji, wizji, rozdwojenia jaźni - dochodzi do zatarcia granicy między jawą a snem. Zenon ulega urokowi Daisy, która niczym wampir z powieści grozy wysysa z niego soki życiowe i staje się powodem jego nieszczęść, złych wyborów. Pisarz stopniowo poddaje się satanizmowi, bierze nawet udział w czarnej mszy. Jak pisze E. Piasecka: „Staje się on nie tyle wyznawcą Szatana, ile wyznawcą jego kapłanki.

Mr Zen odrzuca miłość narzeczonej, rezygnuje z dotychczasowego życia, aby być blisko uwodzicielki Daisy. Nawet wiadomość, że jest ojcem, nie robi na nim wrażenia. Odurzony obietnicami rudowłosej piękności rezygnuje z powrotu do ojczyzny w celu zaopiekowania się córką Wandzią i jej matką Adą. O targających nim uczuciach Zenon mówi: 
„Nie, to nie była tęsknota podobna tej, jaką uczuwał do Betsy nie widząc jej dni parę, tęsknota miłosna za ukochaną; to było coś stokrotnie potężniejszego i zgoła niezwalczonego wolą ludzką, coś, jak tęskne i nieprzeparte ciążenie asteroid błądzących w nieskończonościach za słońcami lub jak nurt rzek niepowstrzymanie płynących do oceanów. Jeszcze nie wiedział tego, a już ulegał tym prawom nieśmiertelnym."
Rurawski uważa, że zasadniczą treścią Wampira są „seanse spirytystyczne, opisy niesamowitych praktyk religijnych czcicieli Szatana, stanów kataleptycznych, halucynacji i wizji".
Literaturoznawczyni Barbara Kocówna, tak podsumowała ideę przewodnią powieści: „Człowiek zawsze da się uwieść swemu marzeniu (chimerze czy wampirowi), nie oglądając się na to, co mu zagraża. Jedynie w marzeniu żyje tak, jak chce. Z drugiej strony wiadomo, że marzeniem żyć niepodobna.”

## Bohaterowie
- Zenon (Mr Zen) – pochodzący z polski literat, który osiadł w Londynie z powodu nieszczęśliwej miłości, jaką obdarzył w ojczyźnie zamężną Adę. Jest głównym bohaterem powieści, zaręczony z Betsy, siostrą Joe, znajdujący się pod wpływem zauroczenia przez tajemniczą Daisy, poszukujący doznań uczestnik seansów spirytystycznych. Tęskni za słonecznymi dniami w ojczyźnie. Wiele faktów stanowi projekcję senną bohatera.
- Joe - brat Betsy, przyjaciel Zenona, skonfliktowany z ojcem żołnierz, poszukujący w kulturze Wschodu nowej drogi życia opartej na medytacji. Porzuca dotychczasowe zajęcia i oddaje się pod opiekę mistrza Mahatmy Guru, ponieważ pragnie odciąć się od chrześcijaństwa i zostać fakirem. Jest przeciwny wojnom, o czym mówi tymi słowami: „– Ilem śmierci zadał, tyle razy dusza moja umarła w przekleństwie, więc niechaj po stokroć będą przeklęte dzieła wojny!"[8] Joe ulega głębokiej refleksji dotyczącej swoich wewnętrznych przeżyć. Świadomość, że jego życie jest niedoskonałe, powoduje ucieczkę w nieznany świat hipnotycznych wizji, medytacji, umartwień ciała. Za wszelką cenę pragnie uwolnić duszę z ziemskiego ciała i tchnąć w nie nowe, święte prawdziwie człowiecze życie. Jego długo oczekiwany sobowtór, początkowo witany z radością, staje się w końcu jego wampirem i rywalem, z którym musi się zmierzyć. Ostatecznie Joe nie wytrzymuje napięcia, w wyniku czego trafia do zakładu dla psychicznie chorych.
- Betsy – siostra Joe, narzeczona Zenona, bez pamięci w nim zakochana, gotowa do poświęceń w imię miłości, zatroskana o losy brata. Reymont opisuje ją jako smukłą, wysoką, zręczną, wprost prześliczna dziewczynę. Była przeciwieństwem demonicznej Daisy.
- Daisy – tajemnicza postać, zwizualizowana jako wyniosła kobieta o jasnej, wręcz bladej  karnacji i miedzianych falowanych włosach oraz dużych szafirowych oczach, wyraźnie zarysowanych brwiach. Potrafi pojawiać się w dwóch miejscach jednocześnie, czym budzi przerażenie otoczenia. Jest kapłanką szatana Bafometa, członkinią Loży Palladyńskiej, posiada wielkie siły mediumiczne.
- Ada – Polka, zamężna kobieta, która 10 lat wcześniej była obiektem westchnień Zenona. Ich jedna wspólna noc owocuje przyjściem na świat Wandzi, o której istnieniu Mr Zen dowiaduje się po wielu latach. Przybycie Ady do Londynu burzy spokój pisarza, który żąda od niej wyjaśnień.

„ – (..) pragnęłam bowiem i pragnę, abyś szedł swobodnie swoją górną drogą. Orły muszą brać swój lot wysoko, ponad ziemią, z dala od spraw codziennych. Żona dla prawdziwego artysty jest złem, niszczącym demonem, jest jego wampirem.
– Więc z rozmysłem skazałaś mnie na cierpienia?

– Tak, ale poświęciłam także swoje życie i z mojej to męki wyrosły ci orle skrzydła, z moich pragnień powstałeś i z moich łez..”
Wyznanie to wprowadza zamęt w życie Zenona, jest przyczyną jego radykalnych decyzji.
- Wandzia – córka Ady i Zenona, źle czuje się w Londynie, gdyż Daisy (ruda dama) prześladują ją w snach. Zenona traktuje jak wujka, ale podświadomie czuje, że może być jej tatą.

- Mahatma Guru – mędrzec hinduski, który przybył do Europy, aby przyjrzeć się ludziom i kulturze starego kontynentu. Duchowy opiekun Joe, któremu miał pomóc zostać fakirem. Jest braminem, nie zaś spirytystą. Potępia kulturę materialistyczną Zachodu, ponieważ jej wynalazki i odkrycia prowadzą do jednego do uwielbienia brutalnej siły i złota, służą i sieją zło. Opuszcza Joe i Londyn, wyjeżdża do Dublina.

- Mr Smith – teozof, spirytysta, który zaczyna wątpić w życiowe ideały. Widząc obłąkanie Joe stwierdza: „Tylko Hindus może przekroczyć granice materii i spojrzeć w nieśmiertelne oblicze Światłości! To wybrani z wybranych! (…) Teraz wiem, że jesteśmy tylko nędznym plemieniem pariasów, uzuchwalonym przez głupotę, liszajem świata, skazanym na plugawe, przyziemne bytowanie i wieczne przerabianie ziemi, niby te glisty rojące się pod powierzchnią! I zaprawdę, nie godniśmy lepszej doli.”[10]

- Helena Blawatska – postać autentyczna, rosyjska pisarka i współzałożycielka Towarzystwa Teozoficznego, okultystka, medium spirytystyczne, autorka Izis odsłoniętej. W powieści to kobieta prowadząca seanse spirytystyczne, potrafiąca wprowadzić za pomocą hipnozy osobę w trans. Jest postacią niejednoznaczna. Przez jednych uważana za oszustkę, żerującą na ludzkiej naiwności, przez innych - największą kobieta, jaką ród ludziki wydał.

## Wampiry wWampirze
W utworze nie znajdziemy klasycznego wampira z powieści grozy, który żywi się krwią, czy śpi w drewnianej trumnie. Oliwia Binduła zauważa, że „Reymont jako człowiek żyjący na przełomie wieków, pokazuje w Wampirze rozkład duchowego dziedzictwa kultury europejskiej (...), dlatego stworzył kobietę-wampira, bo tylko w taki sposób umiał oddać projekcję ludzkiej świadomości końca wieku. (…) poprzez jej osobę wyraża nastrój, atmosferę, patologię modernizmu."
Reymontowski wampir daleko odbiega od swoich ludowych przodków. Przybiera postać famme fatale – kobiety kusicielki, która swoją urodą, czarem, łagodną perswazją uzależnia od siebie mężczyzn, prowadzi na skraj rozpaczy. U Reymonta tylko cechy wyglądu zewnętrznego zbliżają Daisy do klasycznego wampira: „cała w czerni jak zwykle, włosy miała miedziane, twarz dziwnie bladą, krwawe usta i szafirowe, okrutne oczy. (…) Demon i zarazem Madonna."

Dowiadujemy się, że Daisy przybiera takie postacie, jakie chce. Autor sugeruje, że może wcielić się nawet w panterę Bagh. Reymont wyposaża swoją bohaterkę w podwójną osobowość. Daisy może przebywać w dwóch miejscach jednocześnie, o czym przekonują się uczestnicy seansów spirytystycznych. Kobieta staje się niejako wampirem, odbierającym podporządkowanym sobie mężczyznom umiejętność logicznego myślenia i oceny rzeczywistości.
„To wampir! – wyrzekł mr Smith z uroczystą tajemniczością. – Przybiera bowiem jakie chce kształty, aby swobodnie żerować wśród dusz... A może jej jako człowieka nie ma zupełnie? Może to tylko chwilowa inkarnacja."
Badacze wskazują, że w powieści wampir może mieć metaforyczne znaczenie. Niszczącym demonem są marzenia niemożliwe do zrealizowania, przeszłość przepełniona niespełnioną miłością, obowiązki moralne wobec rodziny, które podcinają skrzydła. Zen woli odpłynąć w nieznanym kierunku, niż oddać się w niewolę zwykłego życia, pełnego cierpień, strachów i ciemności, gdzie nie będzie towarzyszyła ekscytująca Daisy. 
Rurawski zaznacza, że: "Na takie odczytanie powieści wskazywałyby układy: „Zenon – Ada (obowiązki rodzicielskie, które Zenon nie podejmuje), Zenon – Betsy (Zenon odrzuca czystą miłość narzeczonej, sieje zniszczenie w jej duszy). Skrajnym przypadkiem wyniszczającej siły nowych religii, fascynacji jest brat Betsy, Joe który przed utratą zmysłów tak mówi: Nie mam rodziny. Pozbyłem się tego wampira. Zerwałem wszystkie pęta."

## Sen
Materię fabularną Wampira ukształtowały sny i wizje senne głównych bohaterów. Reymont upatrywał w snach, stanach hipnotycznych siłę kreacyjną obnażającą wnętrze ludzkiej psychiki. „Motyw snu uwydatnia kwestie walki płci (dominacja Daisy nad poznanymi mężczyznami). Przechodzenie w stan snu łączy się z doznawaniem innego, nieznanego bytu, zagłębianie się w tajemnice wszechświata.” Bohaterowie, próbując dotrzeć do Absolutu, wejść z nim w kontakt, są zawieszeni między dwoma światami, z których ta lepszą rzeczywistość stanowi świat marzeń sennych. Usiłują więc odnaleźć w nim schronienie, odwracając się jednocześnie od zmaterializowanej i zdegenerowanej współczesności, w którą jako jednostki wrażliwe nie potrafią się wpisać.
Groza w powieści Władysława Reymonta opiera się na podstawach filozoficznych, związanych z praktykami okultystycznymi. O. Binduła uważa, że „Wampir Reymonta jest śladem pierwszych prób pisarskich utrzymanych w konwencji snu. Wpływ na kształt koncepcji przedstawionych w powieści miały ogólne tendencje epoki. Modernizm nadając wyobraźni specjalne znaczenie, głębiej także zajął się problematyką hipnozy, somnambulizmem. Typowa jest również symbioza psychiatrii i psychofizjologii z dziedziną mistyki, a także spirytyzmu. Ślady takich zabiegów możemy odnaleźć w Wampirze."
W utworze Zen był jakby „w śnie autohipnotycznym, ani wiedząc, co się z nim stało, obecny, a zgoła przepadły w mgławicach nagłej niepamięci wszystkiego, że poruszył się w jakiejś próżni głuchej i ciemnej, uczepiony tylko jej oczów, reszta wypełzła z niego jak woda z rozbitego czerepu, była tylko koniecznością nieświadomą krążenia w orbicie Daisy, za jej zjawą ucieleśnioną."

## Odbiór utworu
Badacz literacki dzieł Reymonta, Józef Rurawski, tak podsumował odbiór Wampira wśród krytyków literackich:
"Powieść została przyjęta przez krytykę ze zdziwieniem i niedowierzaniem. Wśród wielu recenzji i artykułów jedynie Józef Jankowski, poeta i mistyk, ocenił Wampira pozytywnie i z uznaniem. Pozostali, podkreślając niekiedy sprawność Reymontowskiego pióra we fragmentach, nad całością wzruszali ramionami, gdyż tak potężny ładunek zagęszczonych obrazów zjawisk nadprzyrodzonych, parapsychologicznych był nie do przyjęcia, nawet w epoce rozbudzonym zainteresowań tymi problemami."

## Komentarze, odczytania
Kontakty Reymonta z mistrzem-spirytystą Pushowem, który podczas podróży do Niemiec, a później do Wrocławia, wprowadził go w świat duchów, zjawiska astralnych, mediów, pozostawiły ślad w życiu autora Wampira, spowodowały dwoistość tematyczną w jego twórczości.
Tadeusz Mikulski, polski historyk literatury, eseista, profesor Uniwersytetu Wrocławskiego, celnie skomentował tę kwestię:
„Młodzieniec atletycznej budowy, uwikłany przez duchy. To jeszcze jedna niespodzianka dla słuchaczy Reymonta (…). Najwidoczniej głód metafizyki jest zbyt silny u tego wspaniałego realisty i między dwoma biegunami świata ludzi i świata duchów Reymont uprawia do śmierci woltyżerkę doskonałą. Jest przykładem pisarza, dla którego trzeba szukać nie jednej formuły, ale dwu charakterystyk zupełnie wyraźnie opozycyjnych.”
Według Beaty Utkowskiej: „narracja personalna, poetyka krzyku i technika oniryczna […] sygnalizują kierunek zmian zachodzących w dwudziestowiecznej prozie pod wpływem surrealizmu". Tę prekursorską rolę zapomnianego utworu polskiego noblisty podkreśla także Krzyżanowski: „Reymont zupełnie właściwie przewidział nowe kierunki powieści psychologicznej naszego stulecia. (...) wyruszył na badanie nieznanych terytoriów w psychice ludzkiej, zwracając swe zainteresowanie ku psychologii i patologii, wskazał on nowe drogi wielu współczesnym pisarzom."
Wampir jest nietypową książką w dorobku Władysława Stanisława Reymonta, uznawanego za czołowego przedstawiciela realizmu. Jest sumą doświadczeń życiowych autora i zarysem egzystencji świata wewnętrznego Reymonta. Niepokojąca, pełna zjawisk nadprzyrodzonych, wywodzących się z wiedzy okultystycznej utrzymana została w konwencji powieści grozy. Instrumentarium to pozwala oddać ducha tej pełnej spirytyzmu epoki. Można ją także odczytać jako fascynująca powieścią o obezwładniającym zauroczeniu oraz niespełnionej miłości – również do porzuconej ojczyzny.
W sezonie 2018/2019 w Teatrze Polskim w Bydgoszczy można było oglądać spektakl oparty na motywach powieści Reymonta pod tytułem Wampir. Trauerspiel. Reżyser Tomasz Węgorzewski z pomocą dramaturg Magdy Kupryjanowicz stworzyli własną, karykaturalną wizję „ludzkich poszukiwań duchowego pierwiastka bytu”. Chcieli uzmysłowić widzom, że mimo rozwoju cywilizacji, wróżki, media, guru czy „naukowcy” w stylu Heleny Bławatskiej nie zniknęli z naszego otoczenia. Aby uzyskać zamierzony cel twórcy scenicznej wersji Wampira odwołali się do dramatu żałobnego – gatunku, który rozwijał się w Niemczech w okresie baroku, uznawanego za karykaturę dramatu antycznego. Połączenie tych konwencji gwarantuje ciekawy efekt i dobrą zabawę."